# 형키
형키(본명 : 이현기)(1987년 2월 13일 ~ )은 대한민국의 희극 배우 겸 PD이다.

## 출연작

### 방송
- 개그공화국 (MBN)